# Epilobium australe
Epilobium australe är en dunörtsväxtart som beskrevs av Eduard Friedrich Poeppig och Haussk.. Epilobium australe ingår i släktet dunörter, och familjen dunörtsväxter. Inga underarter finns listade i Catalogue of Life.